# محرك ستودارد
قام المهندس إيليوت ستودارد باختراع وتصنيع نسختين من محرك ستودارد، الأول كان في عام 1919، والثاني في عام 1933. التصنيف العام للمحرك هو محرك احتراق خارجي بواسطة صمامات ومائع تشغيل غازي، (مثل محرك الهواء الساخن). ومائع التشغيل الداخلي كان في الأساس غازًا برغم استخدام غازات أخرى في إصدارات ونسخ حديثة من المحرك، مثل: الهيليوم، والهيدروجين.
والميزة الثيرموديناميكة في هذا المحرك هو استخدام الصمامات لتقليل التأثيرات العكسية لحجم العادم غير المسحوب في المبادلات الحرارية (عادة ما يُسمي بالحجم الميت) حيث يؤدي إلى تقليل كفاءة المحرك والقدرة الإجمالية الناتجة من المحرك وذلك في المحركات التي لا تحتوي صمامات، مثل: محرك ستيرلينغ.

## محرك ستودارد 1919
كانت الدورة العامة المستخدمة في نسخة محرك ستودارد عام 1919 هي:
1. انضغاط أديباتي
2. إضافة حرارة بثبوب الضغط
3. تمدد أديباتي
4. طرد حرارة بثبوب الضغط

## محرك ستودارد 1933
في عام 1933 قام إيليوت ستودارد بتعديل التصميم وتقليل الحجم الداخلي للمبادلات الحرارية محافظًا على نفس الدورة بإجراءاتها الأربعة كما في محرك عام 1919، وهي:
1. انضغاط أديباتي
2. إضافة حرارة بثبوب الضغط
3. تمدد أديباتي
4. طرد حرارة بثبوب الضغط

## معرض صور
- محرك ستودارد 1919
- محرك ستودادر 1933